# 아크 바르스 카잔

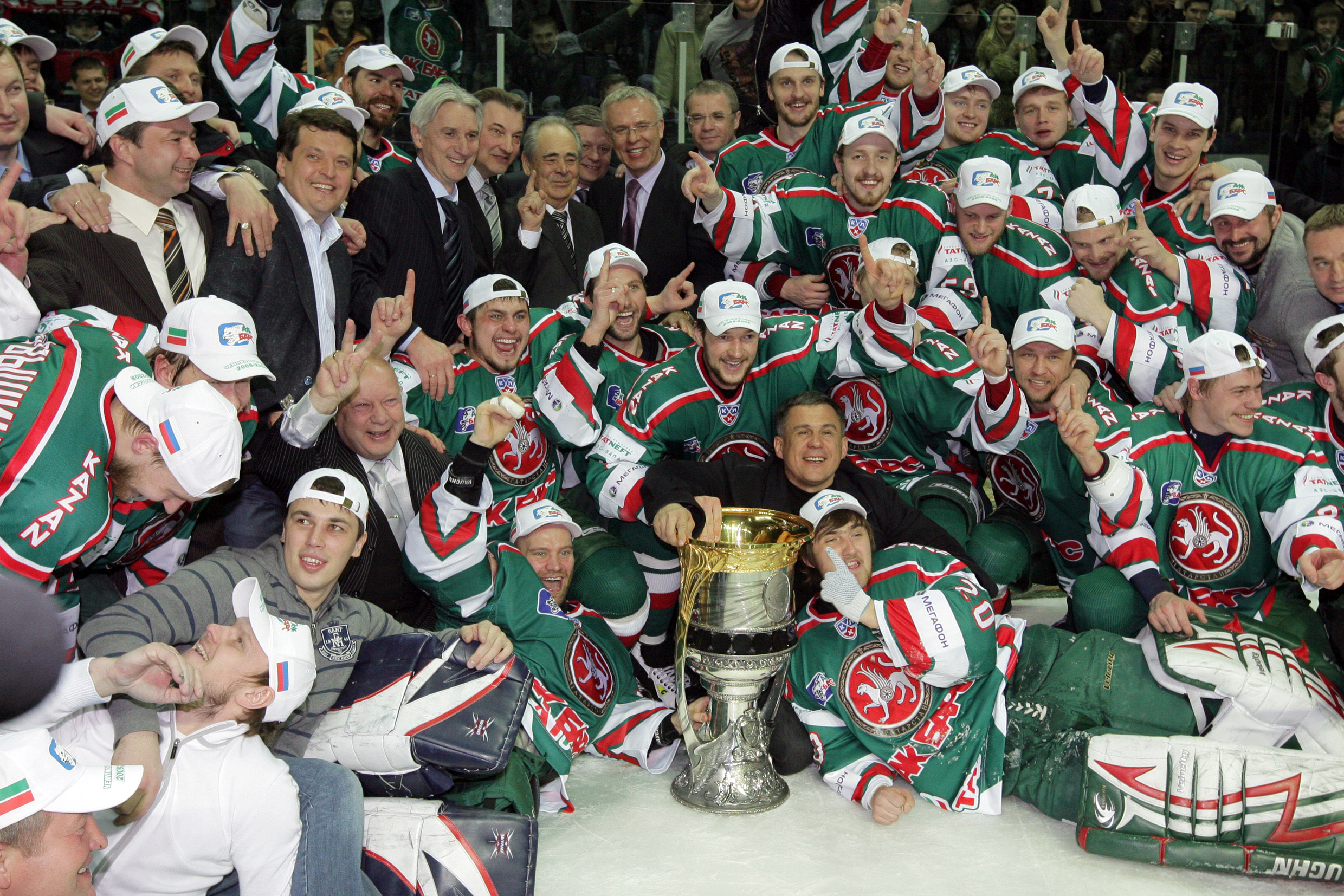

아크 바르스 카잔(러시아어: Ак Барс Казань)은 1956년 창단한 러시아 타타르 공화국 카잔의 프로 아이스하키 팀이다. 현재 콘티넨탈 하키 리그 동부 콘퍼런스 하를라모프 지구에 참가하고 있으며 팀명인 아크 바르스는 눈표범이라는 뜻을 가지고 있다.